# 赵又新

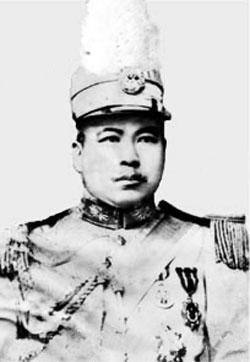

赵又新（1881年—1920年10月15日）名复祥，字又新，以字行，号凤阶，云南顺宁（今凤庆县）人。清末民初军事将领。滇军指挥官之一。

## 生平

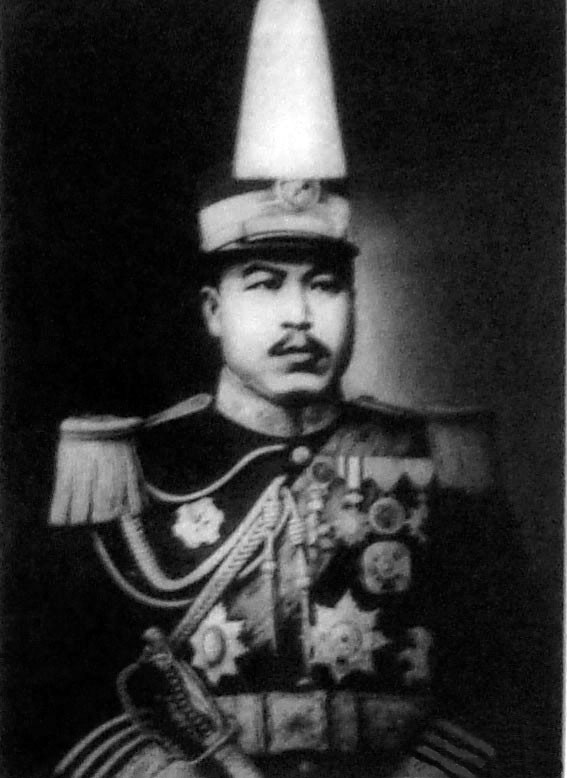

- 1908年（光绪34年），先后入东京振武学校、日本陆军士官学校第6届步兵科。其间加入中国同盟会。毕业后归国，历任四川督练公所提调、陆军第19镇37协75标教练官，驻防临安（今建水县）。
- 1911年（宣统3年）10月，赵又新与朱朝瑛领导临安起义，光复迤南各地，任南军军政府副统领。全省光复，赵署蒙自道尹。但是因在蒙自发生兵乱，赵赴去江西，任第4旅旅长。赵参赞李烈钧军务，参加湖口起义（二次革命）。败退后，赵回滇，任云南陆军讲武学校校长。
- 1915年（民国4年)12月，护国战争爆发。赵又新任护国军第1军第2梯团长，随蔡锷进军川南。战争胜利后，赵继续驻防泸州。1918年（民国7年），赵任靖国军第2军兼署永宁道尹。1920年（民国9年），川军呼吁“川人治川”开始驱逐滇军，赵的第2军也受到川军杨森部（杨森原来是第2军参谋长）攻击。
- 10月15日，赵又新在泸州被川军打死。享年39岁。